# 陈国栋 (1911年)
陈国栋（1911年11月15日—2005年6月7日），江西南昌人。中共第十二、十三届中央顾问委员会委员，第四届全国政协常委，原中共上海市委第一书记。

## 生平
1931年参加革命工作，1932年3月加入中国共产党。早年曾长期在共青团工作，历任共青团上海国际电讯局特别支部书记，法南区委宣传部部长，沪东区委组织部部长、区委书记，共青团江苏省委组织部部长等职。抗日战争时期，历任皖东北区泗县县长，苏中区四分区税务局局长、贸易局局长、两淮盐务局局长等职。第二次国共内战时期，历任苏中区党委财委副书记，华中支前司令部副司令员，苏南行署副主任，苏南财委副书记。华东军政委员会财政部部长，华东财委副主任。
中华人民共和国成立以后，先后任中央人民政府财政部副部长、党组副书记兼交通銀行董事长。中央人民政府粮食部副部长、代部长、党组第一副书记、书记。前粮食部办公厅主任周伯萍曾称，他在大跃进期间和国家统计局局长贾启允、陈国栋做了一个电话调查，统计得出死亡几千万，报告送交毛泽东、周恩来，周要求他们销毁。“文化大革命”中受迫害。1975年2月恢复工作后，历任中华全国供销合作总社主任、党组书记，国务院财贸小组组长，国家农业委员会副主任，国务院财政经济委员会成员，粮食部部长等职。1979年12月起，任中共上海市委第二书记、市委第一书记兼上海警备区第一政委。1985年6月至1992年12月，任中共上海市顾问委员会主任。
2005年6月7日在上海逝世，享年94岁。